# Basoga
Els basoga són un grup humà d'Uganda que viu a l'est del riu Victòria Nil, en el regne tradicional de Busoga. Basoga és un plural; el singular és musoga; i l'adjectiu és soga. Els basoga són el 8% de la població d'Uganda.
Abans de l'arribada dels europeus els basoga eren grangers de subsistència, que feien alguns cultius en petits horts familiars i treballaven per un igual l'home que la dona. La societat tradicional soga consistia en petits regnes mai estigueren units sota un lideratge comú. La societat estava organitzada en principis dels quals el principal era el de successió, que era patrilinial, i el grup donava suport als membres de la unitat en afers econòmics, socials i religiosos; els llinatges determinaven els enllaços matrimonials, drets d'herència i obligacions amb els ancestres.
A diferència dels kabakes de Buganda, els diversos reis de Basoga (Kyabazinga) eren membres d'un clan reial, seleccionat entre una combinació de descendents i amb aprovació dels ciutadans. El clan dels Babito, que governava al nord de Busoga, prop del regne de Bunyoro, tenia lligams amb l'aristocràcia d'aquest regne i en general la població de la zona es considera descendent de la gent de Bunyoro.